# Thierry Crine
Thierry Crine (26 de agosto de 1959) es un expiloto de motociclismo francés, que compitió en el Campeonato del Mundo de Motociclismo.

## Biografía
Thierry Crine pilotó en diferentes modalidades durante su carrera deportiva. Sus primeros objetivos se centraron en las pruebas de resistencia, consiguiendo el 58.º lugar en su debut en el Mundial de resistencia de 1987. En 1988, se proclamó campeón de Francia en categoría de producción y se proclama campeón del Mundoo del Mundial de resistencia junto a Hervé Moineau en el manillar de la Suzuki oficial Minolta, con una victoria en las 24 horas de Lieja y un podio en las 24 Horas de Le Mans. Crine escoge al mismo socio en la edición siguiente pero tan solo se clasifica en el quinto lugar de la clasificación final con podios en las 24 horas de Lieja y la Bol d'Or. Es este año cuando disputa su primera carrera del Campeonato del Mundo de Motociclismo, concretamente corriendo en el Gran Premio de Francia de 500cc en el equipo del Minolta Suzuki RT y donde termina en la duodécima posición. También estará presente  en el Campeonato Mundial de Superbikes donde consigue un quinto puesto en la primera ronda de la prueba de Donnington como mejor resultado.
En 1990, vuelve a probar fortuna en el Mundial de resistencia a bordo de la Kawasaki con un podio en la Bol d'Or como mejor resultado y en 1991, finaliza su episodio en el mundo de la resistencia en compañía de Brian Morrison con un 12.º lugar en la general del campeonato. después de un intento frustrado en el Mundial de Superbikes, se sube a bordo de una ROC Yamaha en mundial de 500cc de 1992 donde no consigue puntuar. Una experiencia que repetirá nuevamente en 1993, sin puntuar nuevamente.

## Resultados en el Campeonato del Mundo
Sistema de puntuación desde 1969 hasta 1987:
| Posición | 1.º | 2.º | 3.º | 4.º | 5.º | 6.º | 7.º | 8.º | 9.º | 10.º |
| Puntos   | 15  | 12  | 10  | 8   | 6   | 5   | 4   | 3   | 2   | 1    |

Sistema de puntuación desde 1988 hasta 1991:
| Posición | 1.º | 2.º | 3.º | 4.º | 5.º | 6.º | 7.º | 8.º | 9.º | 10.º | 11.º | 12.º | 13.º | 14.º | 15.º |
| Puntos   | 20  | 17  | 15  | 13  | 11  | 10  | 9   | 8   | 7   | 6    | 5    | 4    | 3    | 2    | 1    |

Sistema de puntuación de 1993 hasta 2022:
| Posición | 1.º | 2.º | 3.º | 4.º | 5.º | 6.º | 7.º | 8.º | 9.º | 10.º | 11.º | 12.º | 13.º | 14.º | 15.º |
| Puntos   | 25  | 20  | 16  | 13  | 11  | 10  | 9   | 8   | 7   | 6    | 5    | 4    | 3    | 2    | 1    |

### Carreras por año
(Carreras en negrita indica pole position, carreras en cursiva indica vuelta rápida)
| Año  | Cat.  | Moto       | 1       | 2      | 3       | 4       | 5      | 6       | 7       | 8       | 9       | 10     | 11      | 12      | 13      | 14     | 15    | Pts. | Pos. |
| ---- | ----- | ---------- | ------- | ------ | ------- | ------- | ------ | ------- | ------- | ------- | ------- | ------ | ------- | ------- | ------- | ------ | ----- | ---- | ---- |
| 1989 | 500cc | Suzuki     | JAP -   | AUS -  | USA -   | ESP -   | NAC -  | ALE -   | AUT -   | YUG -   | NED -   | BEL -  | FRA 12  | GBR -   | SUE -   | CHE -  | BRA - | 0    | -    |
| 1992 | 500cc | ROC Yamaha | JAP DNQ | AUS 13 | MAL Ret | ESP 13  | ITA 13 | EUR 13  | ALE Ret | NED 15  | HUN 13  | FRA -  | GBR -   | BRA -   | RSA -   |        |       | 0    | -    |
| 1993 | 500cc | ROC Yamaha | AUS Ret | MAL 20 | JAP 17  | ESP Ret | AUT 19 | ALE Ret | NED Ret | EUR Ret | RSM DNS | GBR 16 | CZE Ret | ITA Ret | USA Ret | FIM 19 |       | 0    | -    |